# Вестибулярный аппарат

Вестибулярный аппарат в 3Д

Вестибуля́рный аппара́т (от лат. vestibulum «преддверие») — орган, воспринимающий изменения положения головы и тела в пространстве и направление движения тела у позвоночных животных; часть внутреннего уха.
Иногда выделяется как отдельный 6 орган чувств.

## Строение и функции
Вестибулярный аппарат — сложный рецептор вестибулярного анализатора. Структурная основа вестибулярного аппарата — комплекс скоплений реснитчатых клеток внутреннего уха, эндолимфы, включенных в неё известковых образований — отолитов и желеобразных купул в ампулах полукружных каналов. Из рецепторов равновесия поступают сигналы двух типов: статические (связанные с положением тела) и динамические (связанные с ускорением). И те и другие сигналы возникают при механическом раздражении чувствительных волосков смещением.
Вследствие разной инерции эндолимфы и купулы при ускорении происходит смещение купулы, а сопротивление трения в тонких каналах служит демпфером (глушителем) всей системы. Овальный мешочек (утрикулюс) играет ведущую роль в восприятии положения тела и, вероятно, участвует в ощущении вращения. Круглый мешочек (саккулюс) дополняет овальный и, по-видимому, необходим для восприятия вибраций.
Вестибулярный аппарат большинства нетренированных животных можно кратковременно запутать, при этом животное теряет ориентацию в пространстве. Обычно для обмана вестибулярного аппарата достаточно вращать животное некоторое время, после чего организму будет казаться, что земля под ним качается.
Вестибулярный аппарат людей, находящихся в состоянии невесомости, не функционирует в полной мере и представлен только зрительным анализатором. Похожую ситуацию можно сымитировать, если неожиданно для человека перевернуть его зрительное поле с помощью оптического устройства инвертоскопа. В этом случае проприоцептивные сигналы и сигналы из среднего уха будут указывать на прямое положение тела, а наблюдаемое оптическое поле — на обратное. Вследствие такого конфликта возможна частичная или полная дезориентация. Решение конфликта состоит в последовательном согласовании всех механизмов вестибулярного аппарата с опорой на зрительное поле. Вестибуло-окулярный этап адаптации к такого рода конфликтам, вероятно, способен выступать в роли профилактической процедуры для предупреждения симптомов морской болезни в экстремальных условиях.